# 痛快駒
痛快駒（日语：スティンガー），是日本純種競賽馬匹。生涯活躍於一哩賽事，曾勝出一級賽阪神三歲牝馬錦標，亦於2000年及2001年連霸京王盃春季盃。

## 出賽前
1996年5月15日出生於北海道千歲市社台牧場，所有權歸於牧場負責人吉田照哉旗下。
其後交由美浦訓練中心練馬師藤澤和雄訓練。

## 競賽生涯

### 3歲（現2歲）
1998年11月8日出戰東京競馬場3歲新馬戰，於比賽途中採取先行戰術下於直路瞬間衝出，最終爆發出全場最快末腳下取得首勝。
11月29日出戰條件戰赤松賞，再度以先行戰術搭配直路的加速下超越並拋離其他對手，最終以2 1/2馬位取得勝利。
其後以連戰的姿態出戰一級賽阪神三歲牝馬錦標，本次比賽於初段稍爲墮後，並一直處於約莫第十的有利位置等待時機。進入直路後，其展現絕佳的反應由所在位置抽出外檔加速，最終轟出後600米36.9秒的末腳下一舉超越前方所有對手，最終甚至拉開第二的Eishin Le Mars 2馬位率先衝線，贏得首個一級賽冠軍。
年末，由於其以無敗姿態登頂3歲馬的巔峯，因而以近乎全票的207票當選最佳3歲雌馬。

### 4歲（現3歲）
1999年於未出戰任何前哨戰的情況下直走櫻花賞，但仍然壓贏報知盃四歲牝馬特別冠軍靈犬及鬱金香賞冠軍榮進無敵取得第一人氣。然而於比賽途中，其先因漏閘而處於完全不利的局面，進入直路後亦未能順利由後方位置衝出，最終以第十二大敗並吞下生涯首次敗仗。
由於在櫻花賞的失利，陣營決定在優駿牝馬（日本橡樹大賽）前安排其出戰前哨戰產經體育賞四歲牝馬特別。比賽開始後，其選擇於約莫第三的位置推進，並於通過第一彎道後稍爲減速墮後。進入直路後，其重新由所在位置加速，最終成功壓制一同衝出的靈犬並超越其他對手，以頸位優勢奪得冠軍。
其後按照計劃出戰優駿牝馬，本次比賽選擇留後下一直於後方保持不俗的步速，進入直路後亦於外檔展現優秀的走勢不斷超越前方對手，可惜仍然未能超越快得勝之餘，亦被同爲後上馬的梅雄快奔及Primo Ordine壓制，最終以第四完賽。
夏季放草過後，陣營決定放棄雌馬三冠尾關秋華賞，而是出戰秋季天皇賞和一衆雄馬決戰，因而於10月10日安排其出戰每日王冠作爲調整。比賽開始後，其保持於第二的位置一直緊咬領放馬擁抱我推進，於比賽途中亦保持較快的步速緊迫對手。進入直路後，其繼續於內欄位置加速衝刺，但未能追上擁抱我之下再被後方的草上飛及名將大道超越，最終獲得第四的入板戰績。
10月31日出戰秋季天皇賞，縱然面對一衆較強的對手，但其仍然可以於比賽途中保持穩定的節奏於中團第八左右的位置推進，通過第四彎道時亦以良好反應準備發力。進入直路後，其繼續保持衝刺狀態迫近前方的對手，最終僅敗於特別週、黃金旅程及空中聖戰下再度獲得第四。
其後繼續出戰混合賽事以日本盃作爲目標，然而於距離適性不足之下其於直路經已體力不支，最終於大幅失速下以包尾第十四完賽。

### 5歲（現4歲）
2000年年初陣營安排其縮程出戰京都牝馬特別，保持優勢的速度下成功於直路逐步迫近領放馬榮進無敵，最終於終點線前超越對手以鼻位優秀奪冠。
其後出戰京王盃春季盃，本次比賽採用留後戰術，過彎準備進入直路時其仍然處於第十七的最後方位置。然而進入直路後，其突然於外檔位置爆發強勁的末腳，最終轟出後600米33.6秒的恐怖速度下瞬間超越前方所有賽駒，以1 3/4馬位優勢贏得冠軍。
6月4日乘勢出戰安田紀念，賽前獲得第一人氣。比賽開始後，其處於先頭第五的位置穩定推進，進入直路後嘗試加速，可惜未能如以往一般爆發末腳下被對手壓制，最終以第四完賽。
經歷約5個月的休養後在12月的阪神牝馬特別復出，然而處於後方未能衝出馬群之下以第十大敗。

### 5歲[a]
2001年年首戰爲東京新聞盃，但未能擺脫低潮下僅獲得第三，因而於賽後再度進入休養。
5月13日其復出出戰京王盃春季盃，本次比賽選擇居中戰術下保持於第十的位置推進，並於通過彎道時候稍爲抽出外檔望空。進入直路後，其隨即於所在位置展開加速，奮力衝刺之下成功超越前方的對手，其後繼續保持速度以防止被反超，最終以頸位優勢壓贏第二的Sky and Ryu，取得暌違1年的勝利之餘，亦成爲首匹連霸此賽事的賽駒。
然其後未能延續休養表現，先於安田紀念以第十五大敗，其後出戰關屋紀念、札幌紀念及阪神牝馬錦標亦未能掄元，分別以第五、第七及第三完賽。

### 6歲
2002年年初繼續以東京新聞盃作爲年度首戰，但未能順利加速下僅能爆發一小段距離，最終以第六落敗。
3月24日縮程出戰高松宮紀念並以此作爲退役戰，比賽初段再度留後下於最後方位置推進，進入直路後面對對後上馬不利的慢步速仍然能奮力衝出，最終僅敗於前方的領放馬湘南之戰及喜高善取得第三。
其後按照計劃退役，並於3月27日取消日本中央競馬會的賽駒註冊。

### 詳細賽績
| 日期       | 舉辦國家 | 馬場 | 距離   | 級別 | 賽事名稱               | 負重 | 騎師     | 馬號 | 出馬 | 名次 | 時間   | 頭馬（二馬）         |
| ---------- | -------- | ---- | ------ | ---- | ---------------------- | ---- | -------- | ---- | ---- | ---- | ------ | -------------------- |
| 8/11/1998  | 日本     | 東京 | 草1800 |      | 3歲新馬                | 53   | 岡部幸雄 | 3    | 9    | 1    | 1:53.6 | （Heart Break Hill） |
| 29/11/1998 | 日本     | 東京 | 草1600 |      | 赤松賞                 | 53   | 岡部幸雄 | 11   | 12   | 1    | 1:37.1 | （Stephanie Chan）   |
| 6/12/1998  | 日本     | 阪神 | 草1600 | GI   | 阪神三歲牝馬錦標       | 53   | 横山典弘 | 12   | 13   | 1    | 1:37.0 | （Eishin Le Mars）   |
| 11/4/1999  | 日本     | 阪神 | 草1600 | GI   | 櫻花賞                 | 55   | 岡部幸雄 | 8    | 18   | 12   | 1:37.0 | Primo Ordine         |
| 1/5/1999   | 日本     | 東京 | 草2000 | GII  | 產經體育賞四歲牝馬特別 | 54   | 岡部幸雄 | 14   | 16   | 1    | 2:01.4 | （靈犬）             |
| 30/5/1999  | 日本     | 東京 | 草2400 | GI   | 優駿牝馬               | 55   | 岡部幸雄 | 2    | 18   | 4    | 2:27.1 | 梅雄快奔             |
| 10/10/1999 | 日本     | 東京 | 草1800 | GII  | 每日王冠               | 54   | 岡部幸雄 | 2    | 10   | 4    | 1:46.0 | 草上飛               |
| 31/10/1999 | 日本     | 東京 | 草2000 | GII  | 秋季天皇賞             | 54   | 岡部幸雄 | 11   | 17   | 4    | 1:58.3 | 特別週               |
| 28/11/1999 | 日本     | 東京 | 草2400 | GI   | 日本盃                 | 53   | 横山典弘 | 4    | 14   | 14   | 2:29.5 | 特別週               |
| 30/1/2000  | 日本     | 京都 | 草1600 | GIII | 京都牝馬特別           | 56   | 柏兆雷   | 3    | 11   | 1    | 1:34.9 | （榮進無敵）         |
| 14/5/2000  | 日本     | 東京 | 草1400 | GII  | 京王盃春季盃           | 55   | 武豐     | 17   | 18   | 1    | 1:21.0 | （黑鷹）             |
| 4/6/2000   | 日本     | 東京 | 草1600 | GI   | 安田紀念               | 56   | 田中勝春 | 6    | 18   | 4    | 1:34.2 | 靚蝦王               |
| 17/12/2000 | 日本     | 阪神 | 草1600 | GII  | 阪神牝馬特別           | 56   | 武豐     | 8    | 14   | 10   | 1:35.6 | 快得勝               |
| 30/1/2001  | 日本     | 東京 | 草1600 | GIII | 東京新聞盃             | 58   | 柏兆雷   | 8    | 13   | 3    | 1:34.7 | Checkmate            |
| 13/5/2001  | 日本     | 東京 | 草1400 | GII  | 京王盃春季盃           | 56   | 岡部幸雄 | 17   | 18   | 1    | 1:20.1 | （Sky and Ryu）      |
| 3/6/2001   | 日本     | 東京 | 草1600 | GI   | 安田紀念               | 56   | 岡部幸雄 | 3    | 18   | 15   | 1:34.4 | 黑鷹                 |
| 5/8/2001   | 日本     | 新潟 | 草1600 | GIII | 關屋紀念               | 57   | 蛯名正義 | 2    | 9    | 5    | 1:32.3 | 萬能泰斗             |
| 19/8/2001  | 日本     | 札幌 | 草2000 | GII  | 札幌紀念               | 55   | 横山典弘 | 9    | 9    | 7    | 2:01.6 | Air Eminem           |
| 16/12/2001 | 日本     | 阪神 | 草1600 | GII  | 阪神牝馬錦標           | 56   | 田中勝春 | 9    | 16   | 3    | 1:33.7 | 空中北國             |
| 27/1/2002  | 日本     | 東京 | 草1600 | GIII | 東京新聞盃             | 59   | 田中勝春 | 5    | 12   | 6    | 1:38.3 | 喜高善               |
| 24/3/2002  | 日本     | 中京 | 草1200 | GI   | 高松宮紀念             | 55   | 田中勝春 | 16   | 18   | 3    | 1:09.0 | 湘南之戰             |

a 由2001年開始，日本跟隨國際馬齡顯示標準，以實歲標記馬匹

## 退役後
退役後，痛快駒成爲了繁殖雌馬，於北海道千歲市社台牧場休養，在2002年進行配種。首匹子嗣French Idol在2003年出生，可於2005年出賽。
2003年12月1日，其於懷有French Deputy子嗣的情況下被送往美國，並於其後在此地進行配種。
2006年12月5日，其於懷有醒目鍾斯子嗣的情況下返回日本，繼續於社台牧場休養。
2017年確認受胎失敗下由繁殖雌馬退役，於社台牧場以功勞馬身份進行養老生活。
2023年9月21日，其因衰老以27歲的高齡死亡。

### 詳細繁殖資料
| 數目     | 馬名             | 出生年 | 性別 | 父系             | 練馬師                                                                     | 馬主                                                         | 戰績                        |
| -------- | ---------------- | ------ | ---- | ---------------- | -------------------------------------------------------------------------- | ------------------------------------------------------------ | --------------------------- |
| 第一匹   | French Idol      | 2003   | 雌   | French Deputy    | 栗東・北橋修二 →栗東・友道康夫                                             | Shadai Race Horse Co Ltd                                     | 5戰0冠0亞0季（退役・繁殖）  |
| 第二匹   | Scorpion Kiss    | 2004   | 雌   | French Deputy    | 栗東・角居勝彥 →姬路・田中道夫 →美浦・鹿戶雄一                             | Shadai Race Horse Co Ltd →吉田照哉 →Shadai Race Horse Co Ltd | 19戰6冠5亞1季（退役・繁殖） |
| 第三匹   | Tiger Fang       | 2005   |      | 金滿寶           | 姬路・田中道夫 →美浦・藤澤和雄 →船橋・岡林光浩                             | 吉田照哉 →吉田千津                                           | 19戰11冠0亞0季（退役）      |
|          | （受胎失敗）     |        |      | 靈駒             |                                                                            |                                                              |                             |
| 第四匹   | Brangelina       | 2007   | 雌   | 醒目鍾斯         | 美浦・藤澤和雄 →盛岡・櫻田勝男                                             | 山本英俊                                                     | 11戰2冠1亞0季（退役・繁殖） |
|          | （受胎失敗）     |        |      | 飛霸             |                                                                            |                                                              |                             |
| 第五匹   | 華麗之星         | 2009   | 雄   | 吉兆             | 美浦・藤澤和雄                                                             | 里見治                                                       | 38戰8冠6亞3季（退役）       |
| 第六匹   | Red Mannish      | 2010   | 雌   | 吉兆             | 美浦・國枝榮                                                               | Tokyo Racing Co Ltd                                          | 25戰2冠0亞1季（退役・繁殖） |
| 第七匹   | Kings of the Sun | 2011   | 雄   | Chichicastenango | 栗東・荒川義之                                                             | Shadai Race Horse Co Ltd                                     | 27戰3冠2亞1季（退役）       |
|          | （受胎失敗）     |        |      | 無敵先鋒         |                                                                            |                                                              |                             |
| 第八匹   | Core Competence  | 2013   | 雄   | 夏威夷王         | 美浦・國枝榮 →美浦・武市康男 →佐賀・北村欣也 →船橋・坂本昇 →盛岡・櫻田康二 | Shadai Race Horse Co Ltd →Honjo Co Ltd                       | 70戰5冠8亞3季（退役）       |
| 第九匹   | Bourbonella      | 2014   | 雌   | 無敵先鋒         | 栗東・荒川義之                                                             | Shadai Race Horse Co Ltd                                     | 8戰0冠0亞0季（退役・繁殖）  |
| 第十匹   | Mauruuru         | 2015   | 雌   | 夏威夷王         | 栗東・牧田和彌                                                             | 吉田千津                                                     | 5戰0冠0亞0季（退役・繁殖）  |
|          | （受胎失敗）     |        |      | 帝國先驅         |                                                                            |                                                              |                             |
| 第十一匹 | Kunta Kinteh     | 2017   | 雄   | 天鵝騎士         | 美浦・杉浦宏昭 →高知・宮川浩一                                             | 小林善一                                                     | 20戰0冠0亞2季（退役）       |
|          | （受胎失敗）     |        |      | 統治地位         |                                                                            |                                                              |                             |
| 無敵先鋒 | （受胎失敗）     |        |      |                  |                                                                            |                                                              |                             |

## 血統簡介
父系週日寧靜是美國三冠賽雙冠馬，退役後在日本配種，在日本馬壇相當成功，贏得多項分級賽事，其子嗣贏得巨額獎金，連續12年成為日本冠軍種馬。祖父Halo爲美國賽駒，曾贏得一級賽冠軍，爲美國冠軍種馬。
母系Legacy of Strength爲美國賽駒，生涯僅勝出一場賽事。外祖父Affirmed爲美國賽駒，生涯戰績彪炳，爲美國三冠馬，而除三冠外亦曾勝出香檳錦標、 荷李活打吡及加州錦標等其他十一項一級賽。

### 血統表
| 父線：週日寧靜系（Halo系）                 |                             |                  |                |
| 種馬 週日寧靜 1986年（棕色）               | Halo 1969年（棕色）         | Hail to Reason   | Turn-to        |
| 種馬 週日寧靜 1986年（棕色）               | Halo 1969年（棕色）         | Hail to Reason   | Nothirdchance  |
| 種馬 週日寧靜 1986年（棕色）               | Halo 1969年（棕色）         | Cosmah           | Cosmic Bomb    |
| 種馬 週日寧靜 1986年（棕色）               | Halo 1969年（棕色）         | Cosmah           | Almahmoud      |
| 種馬 週日寧靜 1986年（棕色）               | Wishing Well 1975年（棗色） | Understanding    | Promised Land  |
| 種馬 週日寧靜 1986年（棕色）               | Wishing Well 1975年（棗色） | Understanding    | Pretty Ways    |
| 種馬 週日寧靜 1986年（棕色）               | Wishing Well 1975年（棗色） | Mountain Flower  | Montparnasse   |
| 種馬 週日寧靜 1986年（棕色）               | Wishing Well 1975年（棗色） | Mountain Flower  | Edelweiss      |
| 繁殖雌馬 Legacy of Strength 1982年（栗色） | Affirmed 1975年（栗色）     | Exclusive Native | Raise a Native |
| 繁殖雌馬 Legacy of Strength 1982年（栗色） | Affirmed 1975年（栗色）     | Exclusive Native | Exclusive      |
| 繁殖雌馬 Legacy of Strength 1982年（栗色） | Affirmed 1975年（栗色）     | Won't Tell You   | Crafty Admiral |
| 繁殖雌馬 Legacy of Strength 1982年（栗色） | Affirmed 1975年（栗色）     | Won't Tell You   | Scarlet Ribbon |
| 繁殖雌馬 Legacy of Strength 1982年（栗色） | Katanka 1972年（棗色）      | Minnesota Mac    | Rough'n Tumble |
| 繁殖雌馬 Legacy of Strength 1982年（栗色） | Katanka 1972年（棗色）      | Minnesota Mac    | Cow Girl       |
| 繁殖雌馬 Legacy of Strength 1982年（栗色） | Katanka 1972年（棗色）      | Minnetonka       | Chieftain      |
| 繁殖雌馬 Legacy of Strength 1982年（栗色） | Katanka 1972年（棗色）      | Minnetonka       | Heiliolight    |
| 雌系：Legacy of Strength系（號族：9-c）    |                             |                  |                |
| 五代內近親交配：無                         |                             |                  |                |

## 命名由來
名字Stinger（スティンガー）意思是針刺，香港則取其意加以聯想，翻譯为「痛快駒」。

## 外部連結
- 痛快駒 netkeiba.com （页面存档备份，存于）
- 外部連結 （页面存档备份，存于）